# Sandra Milo
Elena Liliana Greco, conocida como Sandra Milo (Túnez, 11 de marzo de 1933-Roma, 29 de enero de 2024) fue una destacada actriz de cine italiana. También ha realizado roles como actriz teatral y conductora televisiva.

## Historia
Nacida en Túnez, de padre siciliano y madre toscana, creció en Vicopisano y Viareggio. En 1948, a la edad de 15 años, se casó con el marqués Cesare Rodighiero, de quien quedó embarazada, pero el niño murió al nacer debido a un parto prematuro; los cónyuges se separaron sólo 21 días después del matrimonio, obteniendo la anulación del Tribunal de la Rota Romana.
Comenzó u trabajo en el cine en 1955, junto a Alberto Sordi, en el film El soltero. Empezó entonces a ser conocida por su aspecto exuberante y vistoso, y por su voz ingenua y aniñada, situación que la hace interesante, tanto para el público como para los productores de cine, y llega por eso a ser parte de numerosos filmes de género similar.
Su primer papel importante llegó en 1959 de la mano del productor Moris Ergas (con el que posteriormente contraerá matrimonio). Fue en la película El general de la Rovere, donde interpretó a una prostituta, bajo la dirección de Roberto Rossellini. Un papel análogo interpretó en Adua y sus amigas de Antonio Pietrangeli. Comenzó también a destacar en papeles dramáticos hasta que en 1961 recibió malas críticas por su interpretación, considerada histriónica, en una película de Rossellini. Los críticos de cine la apodaron «La más perra entre las perras», definición que frenó temporalmente su carrera como actriz. 

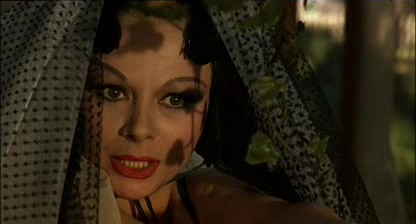
Fotograma de la película de 1965 Giulietta de los espíritus.

Fue muy importante su encuentro con el director de cine Federico Fellini. Tuvo gran éxito en 8 ½ (1963) y Giulietta de los espíritus (1965). Por este papel, obtuvo el premio a la mejor actriz de reparto en el Festival de Argento (Italia). Fue dirigida después por Luigi Zampa en Frenesia dell'estate (1963), por Dino Risi en El parasol (1968), y por Antonio Pietrangeli en La entrevista (1963). En esta última, Sandra Milo hizo una de sus mejores actuaciones.
En lo que respecta a su vida sentimental, tuvo altibajos y situaciones críticas. Del matrimonio con Moris Ergas, nació Deborah, actualmente periodista televisiva; de una unión posterior con Ottavio De Lollis, nacieron Ciro y Azzurra, y esto interrumpió su carrera profesional. Más adelante, en 1982, volvió al cine en algunas esporádicas apariciones y apareció en la televisión.
Sandra Milo entró en la historia de la televisión italiana por una broma que pretendía dañar su imagen pública. El 8 de enero de 1990, durante la transmisión del programa El amor es una cosa maravillosa, una llamada telefónica anónima –en directo– le informó que su hijo Ciro había ingresado en un hospital, muy grave, tras haber sufrido un accidente. Sandra Milo no logró contener las lágrimas y salió corriendo del estudio gritando «¿Qué? ¿Ciro? ¡Oh Dios!». La noticia del accidente fue falsa, pero los gritos enloquecedores de la presentadora se emitieron en programas como Blob y Target y similares.
Sandra Milo no abandonó su carrera televisiva. En 2002 realizó un programa de ficción junto a Giampiero Ingrassia y Cristina Moglia en Canal 5, titulado Ma il portiere non c'è mai?.
En 2003 volvió al cine con la película El corazón ausente. En 2005 participó en el reality show Ritorno al presente, clasificándose en segundo puesto y durante 2006 realizó una gira por diversos teatros italianos con la comedia Ocho mujeres y un misterio, obra basada en la película francesa del mismo título, gira que tuvo bastante éxito.

## Fallecimiento
Sandra Milo falleció el 29 de enero de 2024, a los 90 años, en su casa de Roma. La capilla funeraria se instaló al día siguiente en la sala Protomoteca del Campidoglio y el funeral tuvo lugar el 31 de enero en la iglesia de los Artistas en la Piazza del Popolo de Roma. Fue inhumada en el cementerio de Verano. No se informó la causa de su fallecimiento.

## Filmografía

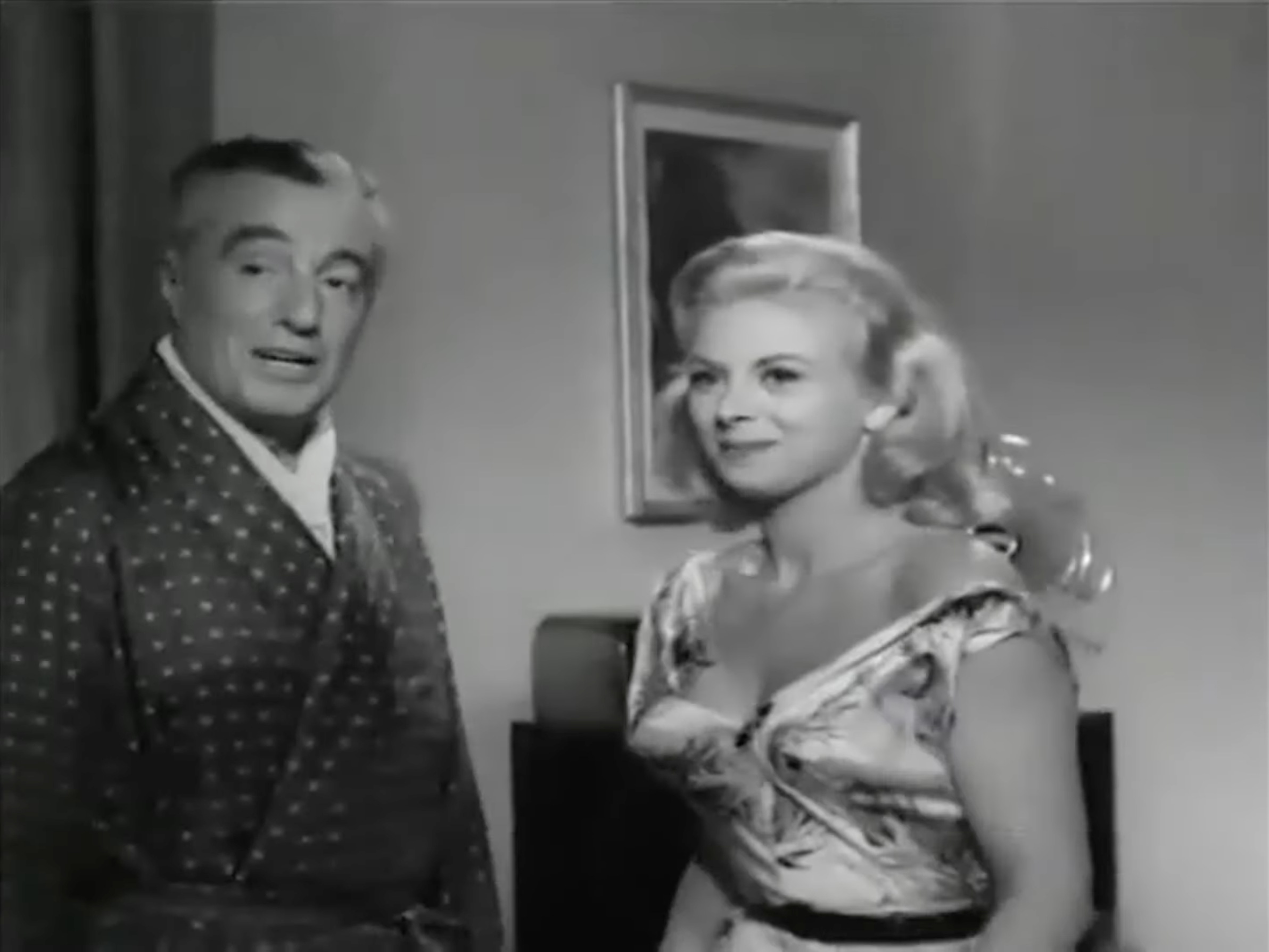
Sandra Mio con Vittorio De Sica en Danae.

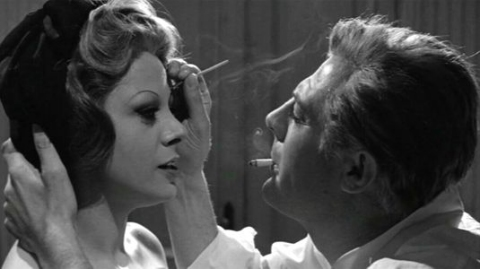
Con Marcello Mastroianni en 8½.

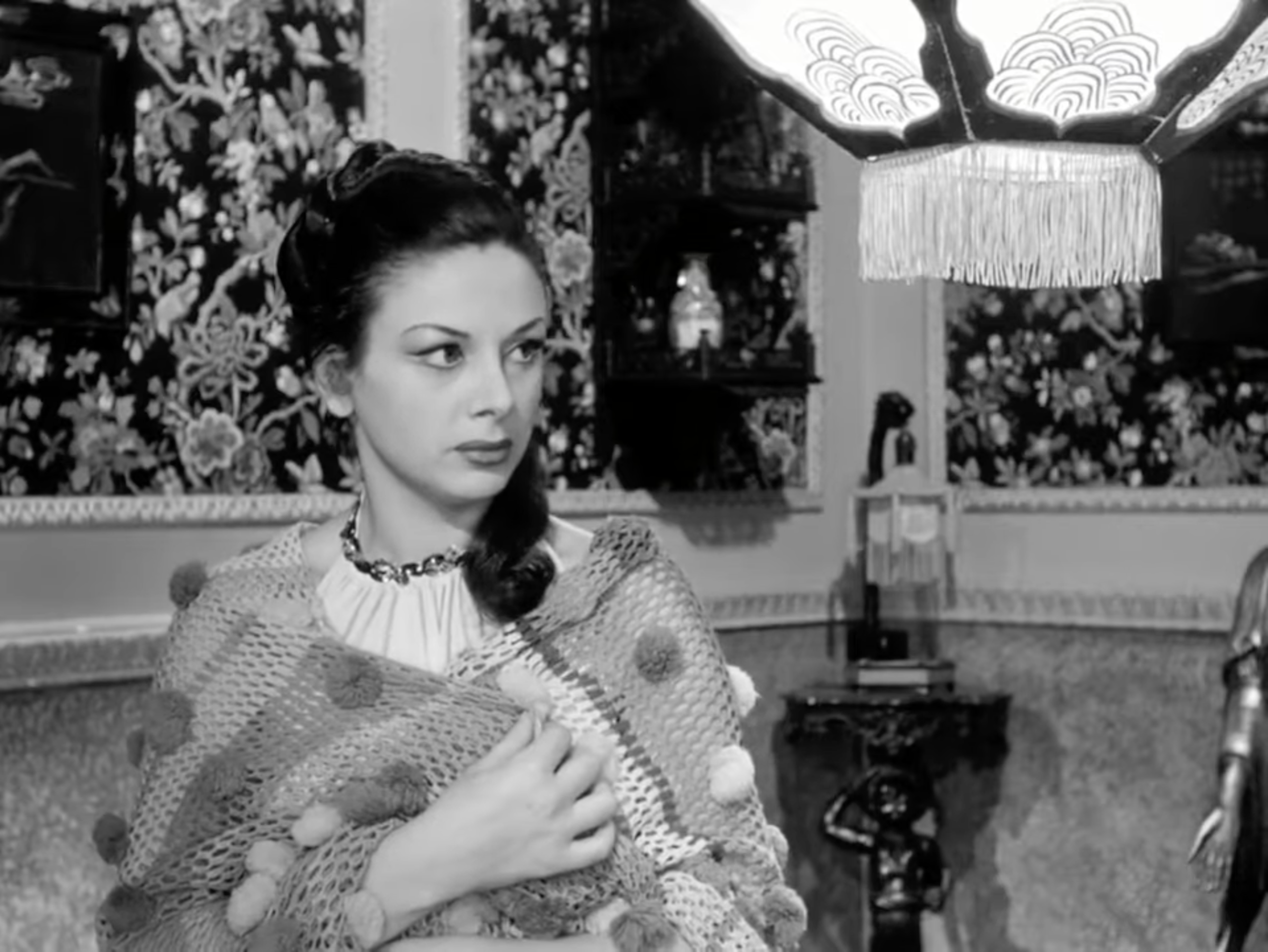
En El general de la Rovere.

- 1955 El soltero (Lo scapolo) de Antonio Pietrangeli.
- 1956 Elena y los hombres (Elena et les hommes) de Jean Renoir (sin acreditar).
- 1956 Mi hijo Nerón (Mio figlio Nerone) de Steno.
- 1956 Moglie e buoi... de Leonardo De Mitri.
- 1957 Las aventuras de Arsenio Lupin (Les aventures d'Arsène Lupin) de Jacques Becker.
- 1957 Danae (La donna che venne dal mare) de Francesco De Robertis.
- 1958 El espejo tiene dos caras (Le miroir à deux faces) de André Cayatte.
- 1958 El rey cruel (Erode il grande) de Arnaldo Genoino.
- 1958 Totò nella luna de Steno.
- 1958 Vite perdute de Roberto Mauri.
- 1959 Sólo un testigo (Un témoin dans la ville) de Édouard Molinaro.
- 1959 El general de la Rovere (Il generale Della Rovere) de Roberto Rossellini.
- 1959 Le chemin des écoliers de Michel Boisrond.
- 1959 La jument verte de Claude Autant-Lara.
- 1960 A todo riesgo (Classe tous risques) de Claude Sautet.
- 1960 Adua y sus amigas ( Adua e le compagne) de Antonio Pietrangeli.
- 1961 Gli scontenti de Giuseppe Lipartiti.
- 1961 Fantasmas de Roma (Fantasmi a Roma) de Antonio Pietrangeli.
- 1961 Vanina Vanini de Roberto Rossellini.
- 1963 8½ de Federico Fellini.
- 1963 El día más corto (Il giorno più corto) de Sergio Corbucci (sin acreditar).
- 1963 ¡Caramba con las señoras! (Méfiez-vous, mesdames!) de André Hunebelle.
- 1963 La entrevista (La visita) de Antonio Pietrangeli.
- 1964 Frenesia dell'estate de Luigi Zampa.
- 1964 Joven, guapo y con voz de soprano (Le voci bianche) de Pasquale Festa Campanile y Massimo Franciosa.
- 1964 Amori pericolosi de Alfredo Giannetti.
- 1964 Relaxe-toi chérie de Jean Boyer
- 1964 La donna è una cosa meravigliosa de Mauro Bolognini.
- 1964 Un monsieur de compagnie de Philippe de Broca-
- 1964 Le belle famiglie de Ugo Gregoretti.
- 1965 Giulietta de los espíritus (Giulietta degli spiriti) de Federico Fellini.
- 1965 El parasol (L'ombrellone) de Dino Risi.
- 1966 Cómo empecé a amar a las mujeres (Come imparai a amare le donne) de Luciano Salce.
- 1967 La notte pazza del conigliaccio de Alfredo Angeli.
- 1967 Per amore... per magia... de Duccio Tessari.
- 1967 Bang Bang Kid de Luciano Sacripanti y Giorgio Gentili.
- 1968 T'ammazzo! ...raccomandati a Dio de Osvaldo Civirani.
- 1979 Marsch, Soldados Carrozas (Riavanti... Marsch!) de Luciano Salce.
- 1979 Tesoromio de Giulio Paradisi.
- 1981 Il doppio sogno dei signori X de Anna Maria Tatò.
- 1982 Grog de Francesco Laudadio.
- 1983 F.F.S.S. cioè che mi hai portato a fare sopra Posillipo se non mi vuoi più bene de Renzo Arbore.
- 1984 La última cenicienta (Cenerentola '80) de Roberto Malenotti.
- 1995 Camerieri de Leone Pompucci.
- 2003 El corazón ausente (Il cuore altrove) de Pupi Avati.
- 2007 Nel cuore di una diva de Annarita Campo.
- 2008 Chi nasce tondo... de Alessandro Valori.
- 2008 La perfezionista de Cesare Lanza.
- 2009 Impotenti esistenziali de Giuseppe Cirillo.
- 2009 Sleepless de Maddalena De Panfilis.
- 2010 Alta infedeltà de Claudio Insegno.
- 2010 Happy Family de Gabriele Salvatores.
- 2011 W Zappatore de Massimiliano Verdesca.
- 2011 L'ultima scena de Amasi Damiani.
- 2011 Piazza Fellini (cortometraje) de Valerio Ruiz.
- 2012 Impepata di nozze de Angelo Antonucci.
- 2012 Baci salati de Antonio Zeta.
- 2013 L'arte del fai da te (cortometraje) de Alessandro Tamburini.
- 2013 Una notte agli studios de Claudio Insegno.
- 2014 Con tutto l'amore che ho de Angelo Antonucci.
- 2014 Love Sharing de Monica Scattini.
- 2015 Camminando nel cielo de Angelo Antonucci.
- 2015 Ballando il silenzio de Salvatore Arimatea.
- 2016 Prima di lunedì de Massimo Cappelli.
- 2017 Il velo di Maya de Elisabetta Rocchetti.
- 2017 Felicissime condoglianze de Antonio Adamo.
- 2018 A casa tutti bene de Gabriele Muccino.
- 2018 Un nemico che ti vuole bene  de Denis Rabaglia.
- 2019 Eclissi (cortometraje) de Valerio Carta.
- 2019 Le mani sulle macerie de Niccolò Riviera.
- 2020 Free - Liberi de Fabrizio Maria Cortese.
- 2021 Una librería en París (Il materiale emotivo) de Sergio Castellitto.
- 2021 Wuthering Cats - Floodland de Andrea Danese.
- 2022 Feliz Navidad de Greta Scarano.
- 2023 Nemici de Milo Vallone y Roberto Morelli.
- 2023 Che bella storia la vita de Alessandro Sarti.
- 2023 Il più bel secolo della mia vita de Alessandro Bardani.

## Televisión

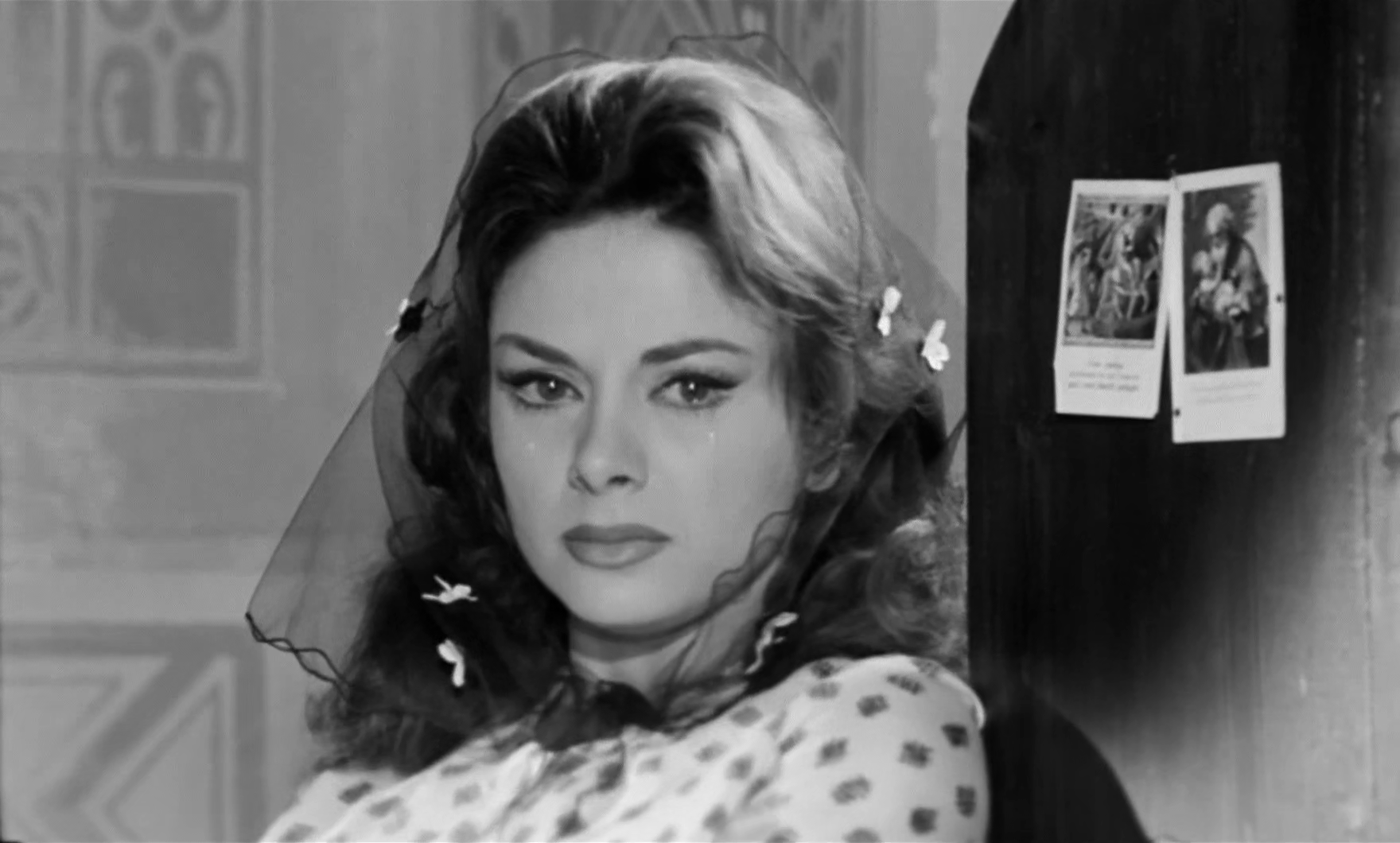
En Adua y sus amigas.

- 1965 Novela, serie de televisión, ep. El 26 de octubre, de Fernando Delgado.
- 1966 La pequeña comedia, serie de televisión, ep. El barrio y el rascacielos.
- 1967 Premio Nobel, telefilme, de Daniele D'Anza.
- 1973 Sabato sera dalle nove alle dieci, miniserie, 3 episodios, de Ugo Gregoretti.
- 2002 Ma il portiere non c'è mai?, miniserie.
- 2023 Gigolò per caso, serie de televisión.

## Teatro

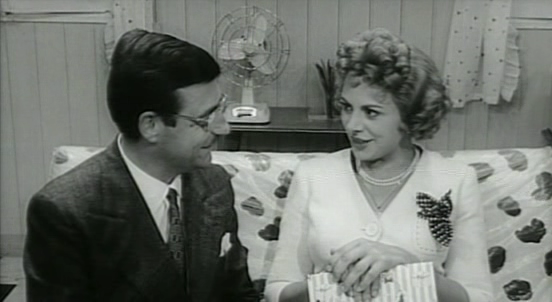
Junto a François Périer en La entrevista.

- 2005 La mia vita uno spettacolo, dirección de Arnoldo Petri.
- 2006 8 donne e un mistero, dirección de Claudio Insegno.
- 2007 Il letto ovale, dirección de Gino Landi.
- 2008-2009 Fiori d'acciaio, dirección de Claudio Insegno.
- 2009 Madame B, dirección de Arnoldo Petri.
- 2009-2010 American Gigolo, dirección de Caterina Costantini.
- 2011 Il Club delle Vedove, dirección de Caterina Costantini.
- 2011 La vita è una cosa meravigliosa, dirección de Fausto Massa.
- 2012 Last Minute de Guido Polito y Alberto Ricci Hoiss, dirección de Silvio Giordani.
- 2013 Federico... come here, dirección de Walter Palamenga.
- 2013-2015 Harry & Sally 9 mesi dopo, dirección de Claudio Insegno.
- 2016 Una fidanzata per papà.
- 2017 100 m², dirección de Siddartha Prestinari.
- 2018 Milo vs Milo - Processo a Sandra Milo, dirección de Milo Vallone.

## Discografía

### Sencillos
- Le favole di Sandra Milo
- Ma si che ce la fai/Marinai marinai (con Gianni Dei)
- 1984 Come si fa/Il mondo è tutto una canzone
- 1987 Il ballo del "che cos'è?"/Il ballo del "che cos'è?" (strumental) (con i Piccoli e grandi fans)
- 2018 La fotogenia (con Alessandro Orlando Graziano en el disco Voyages Extraordinaires)

## Obras literarias
- 1982 Caro Federico, Milano: Rizzoli.
- 1993 Amanti, Napoli: Pironti. ISBN 88-793-7087-1.
- 2019 Il corpo e l'anima, Le mie poesie, Milano: Morellini. ISBN 9788862986854.

## Premios y nominaciones
David de Donatello
| Año  | Categoría           | Película | Resultado |
| ---- | ------------------- | -------- | --------- |
| 2021 | Carrera profesional | -        | Ganadora  |

Nastro d'argento
| Año  | Categoría               | Película                   | Resultado |
| ---- | ----------------------- | -------------------------- | --------- |
| 1961 | Mejor actriz de reparto | Adua y sus amigas          | Nominada  |
| 1964 | Mejor actriz de reparto | 8½                         | Ganadora  |
| 1965 | Mejor actriz            | La entrevista              | Nominada  |
| 1966 | Mejor actriz de reparto | Giulietta de los espíritus | Ganadora  |

Globo d'oro
| Año  | Categoría           | Película | Resultado |
| ---- | ------------------- | -------- | --------- |
| 2020 | Carrera profesional | -        | Ganadora  |

Festival de Taormina
| Año  | Categoría    | Película | Resultado |
| ---- | ------------ | -------- | --------- |
| 1966 | Mejor actriz | -        | Ganadora  |

Festival de Capri Hollywood
| Año  | Categoría           | Película | Resultado |
| ---- | ------------------- | -------- | --------- |
| 2010 | Carrera profesional | -        | Ganadora  |